# 上賴恩塔爾施羅芬山

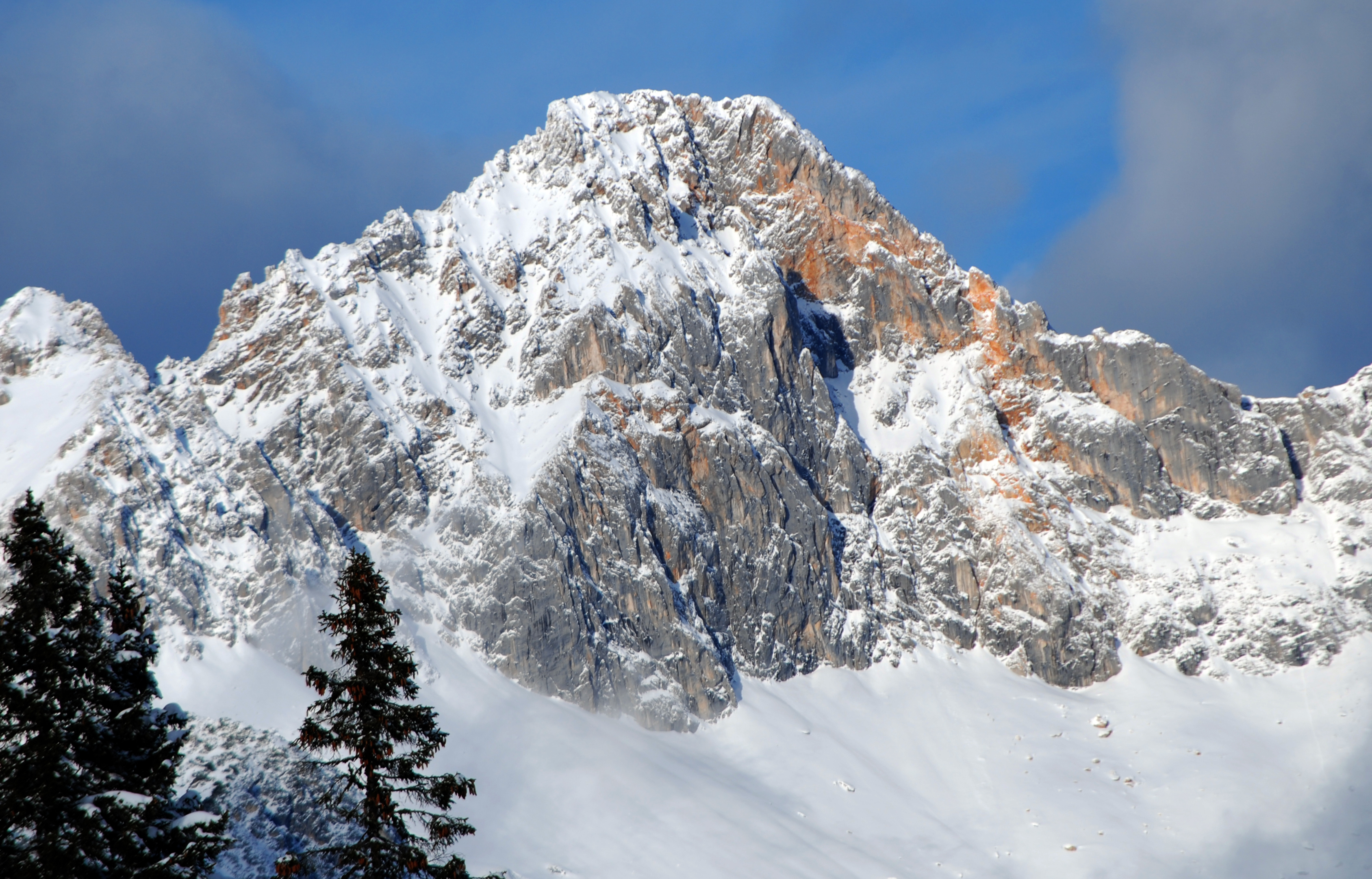

47°23′44″N 11°6′14″E / 47.39556°N 11.10389°E
上賴恩塔爾施羅芬山（德語：Oberreintalschrofen），是中歐的山峰，位於德國和奧地利接壤的邊境，屬於韋特施泰因山脈的一部分，海拔高度2,523米，人類在1871年8月26日首次登頂。